# بوغوفاروفو (كوستروما)
بوغوفاروفو (بالروسية: Боговарово) هي مدينة في مقاطعة كوستروما أوبلاست في روسيا.